# نادي جبة
نادي جبه السعودي هو أحد أندية الدرجة الثالثة بمنطقة حائل في مدينة جبة , تأسس عام 1398 هـ .

## تشكيلة الفريق الحالية
ملاحظة: تشير الأعلام إلى المنتخب الوطني على النحو المحدد في قواعد الأهلية للفيفا. قد يحمل اللاعبون أكثر من جنسية واحدة غير تابعة للفيفا.
| الرقم | البلد    | المركز | اللاعب             |
| ----- | -------- | ------ | ------------------ |
| --    | السعودية | حارس   | محمد شويقي         |
| --    | السعودية | حارس   | حاتم العباد        |
| --    | السعودية | مدافع  | هيثم الصالحاني     |
| --    | تونس     | مدافع  | ماهر العبيدي       |
| --    | السعودية | مدافع  | عبد العزيز الرشيدي |
| --    | السعودية | مدافع  | فهد العبد المحسن   |
| --    | السعودية | مدافع  | وليد الشمري        |
| --    | السعودية | مدافع  | عبد العزيز العنزي  |
| --    | السعودية | مدافع  | معاذ سفياني        |
| --    | السعودية | مدافع  | مازن التركي        |
| --    | السعودية | وسط    | خالد الرباح        |
| --    | السعودية | وسط    | عبد الله المطيري   |

| الرقم | البلد    | المركز | اللاعب       |
| ----- | -------- | ------ | ------------ |
| --    | السعودية | وسط    | سعود الزبيد  |
| --    | السعودية | وسط    | محمد الشايع  |
| --    | السعودية | وسط    | بندر القباع  |
| --    | السعودية | وسط    | حمود النوفل  |
| --    | السعودية | وسط    | عامر العامر  |
| --    | السعودية | وسط    | لزام الصواب  |
| --    | السعودية | وسط    | جواد الشمري  |
| --    | البرازيل | مهاجم  | جيرونيمو     |
| --    | نيجيريا  | مهاجم  | بوبي كليمنت  |
| --    | السعودية | مهاجم  | صالح الفريح  |
| --    | السعودية | مهاجم  | فارس التميمي |